# NGC 4276
NGC 4276 is een balkspiraalstelsel in het sterrenbeeld Maagd. Het hemelobject werd in 1860 ontdekt door de Duits-Amerikaanse astronoom Christian Heinrich Friedrich Peters.

## Synoniemen
- UGC 7385
- MCG 1-32-10
- ZWG 42.32
- VCC 393
- IRAS 12175+0757
- PGC 39765